# Eriopterodes celestis
Eriopterodes celestis is een tweevleugelige uit de familie steltmuggen (Limoniidae). De soort komt voor in het Neotropisch gebied.